# كريستيان برمنغهام
كريستيان برمنغهام (بالإنجليزية: Christian Birmingham)‏ هو فنان بريطاني، ولد في القرن العشرين.

## وصلات خارجية
- الموقع الرسمي